# DHK Latgale
DHK Latgale je hokejový klub z Daugavpilsu, který hrál Lotyšskou hokejovou ligu. Klub byl založen roku 1999. Jejich domovským stadionem je Daugavpils ledus halle s kapacitou 2000 lidí.